# Vélingara
Vélingara ist eine Stadt im Süden des Senegal. Sie ist Präfektur des Départements Vélingara in der Region Kolda.

## Geographische Lage
Vélingara liegt im Osten der Region Kolda und somit auch im Osten der Casamance am Nordrand des Vélingara-Kraters. Gambia im Norden ist 12 km entfernt und bis Guinea-Bissau im Süden sind es 52 km.

## Bevölkerung
Die letzten Volkszählungen ergaben für die Stadt jeweils folgende Einwohnerzahlen:
| Jahr | Einwohner |
| ---- | --------- |
| 1988 | 14.068    |
| 2002 | 20.806    |
| 2013 | 32.161    |

## Verkehr
Vélingara ist eine Etappe auf der Nationalstraße N 6, die, von der Großstadt und Hafenstadt Ziguinchor ausgehend, den Süden und Osten der Casamance über Tambacounda mit dem Rest des Landes verbindet.

## Partnerschaften
Seit 1993 besteht eine Städtepartnerschaft mit Huy (Belgien).